# Hellerau

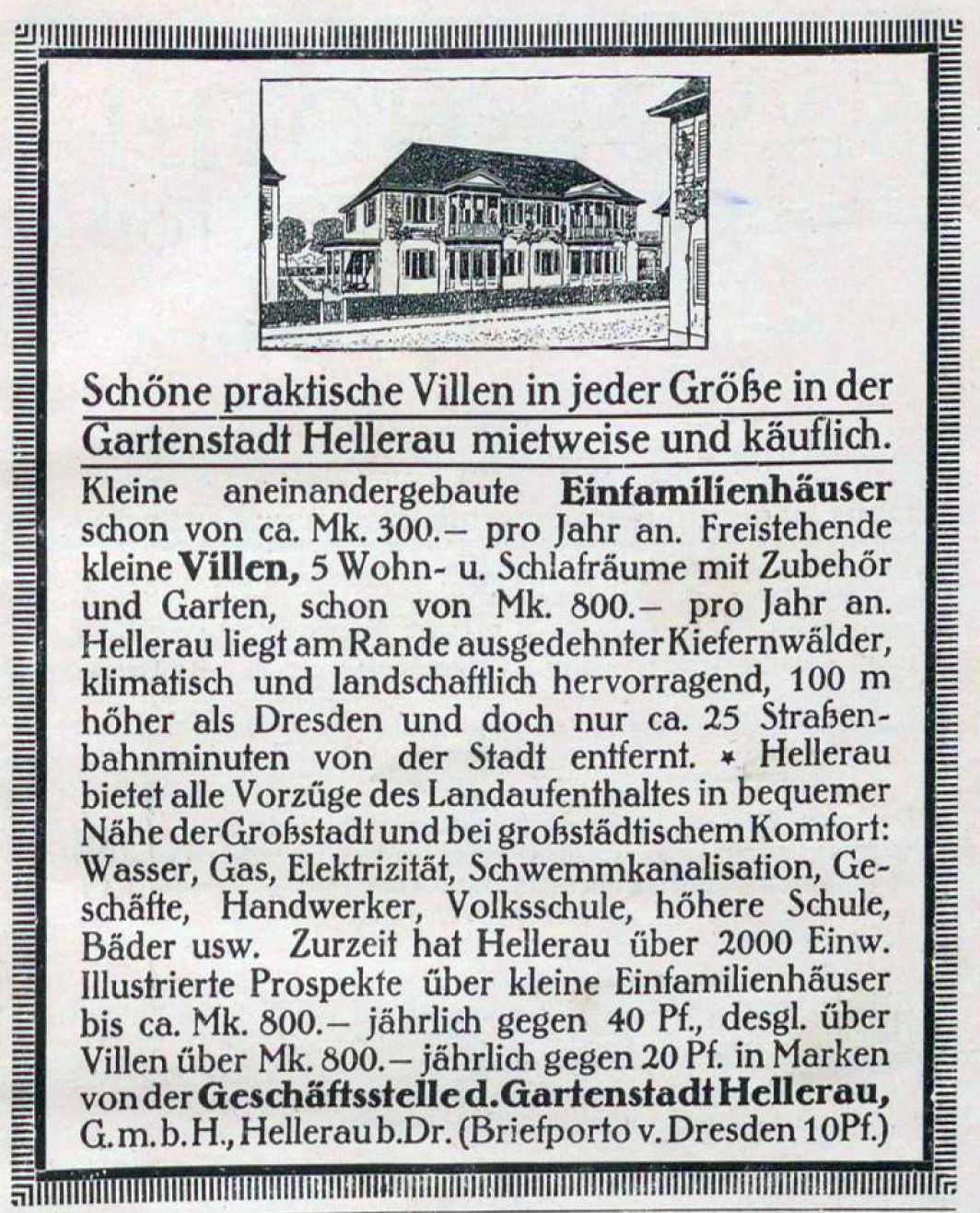
Anzeige für Villen in der Gartenstadt Hellerau (1914)

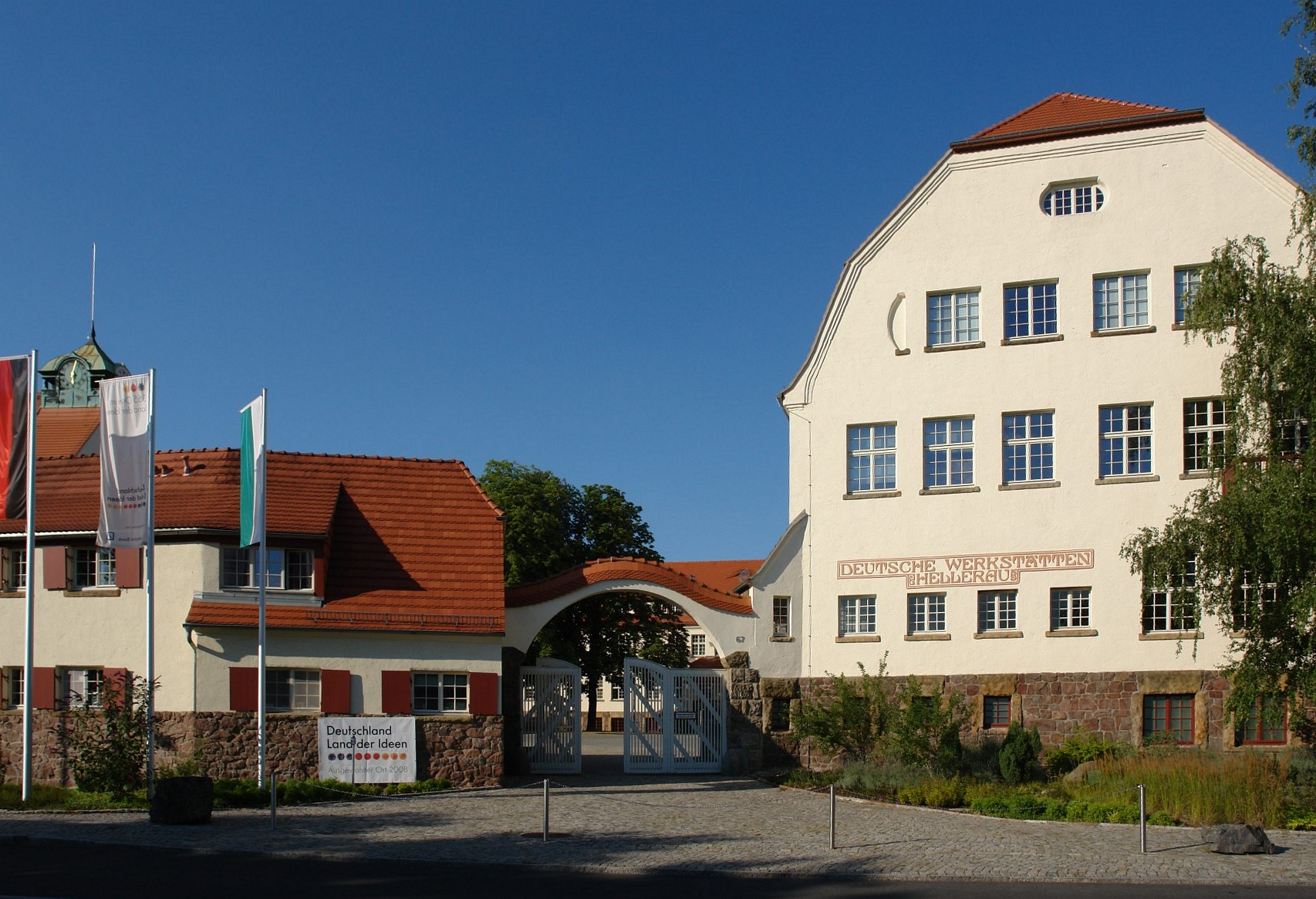
Altes Werkstor der Deutschen Werkstätten Hellerau

Hellerau ist ein Stadtteil und ehemaliger Vorort von Dresden im Stadtbezirk Klotzsche und wurde 1909 als erste deutsche Gartenstadt gegründet. Am 1. Juli 1950 wurde die Gemeinde nach Dresden eingemeindet.

## Die Gartenstadt Hellerau
Fußend auf dem Gartenstadtgedanken von Ebenezer Howard gründete der Möbelfabrikant Karl Schmidt 1909 an der nördlichen Peripherie von Dresden am Heller auf den Fluren von Rähnitz und Klotzsche die Gartenstadtsiedlung Hellerau zusammen mit dem Neubau seiner Dresdner Werkstätten für Handwerkskunst. Die Einheit von Wohnen und Arbeit, Kultur und Bildung, in einem von der Lebensreform geprägten Organismus, ist der gebaute Anspruch der Gartenstadt Hellerau.
Der von Schmidt beauftragte Architekt Richard Riemerschmid plante den Bau der Werkstätten und dazu eine Siedlung mit Wohnhäusern für die Arbeiter, geräumigen Landhäusern, Markt, Geschäften, Wasch- und Badehaus, Praxen, Ledigenwohnheim, Schule und Schülerwohnheim. Neben Riemerschmid gehörten Heinrich Tessenow, Hermann Muthesius und Kurt Frick, aber auch Theodor Fischer zu den renommierten Architekten, von denen in Hellerau ganze Straßenzüge oder zumindest Häuserreihen realisiert wurden. Während der Zeit ihrer Errichtung war Hellerau, wie sonst nur die Essener Gartenstadt Margarethenhöhe, durch einen Regierungserlass von allen Bauvorschriften befreit.
Reformbegeisterte aus ganz Europa kamen, um Zeuge der real praktizierten Lebensreform zu werden. Einige besuchten Hellerau nur für kurze Zeit, andere blieben.
Auch wurde um 1912 ein „Hellerauer Verlag“ zur anspruchsvollen künstlerischen Gestaltung von Büchern in höchster handwerklicher Qualität von Jakob Hegner gegründet, der 1918 Werke von Theodor Haecker und Übersetzungen von Paul Claudel veröffentlichte.

## Das Festspielhaus
Émile Jaques-Dalcroze, ein Komponist und Musikpädagoge aus der Schweiz, der mit Aufführungen seiner selbst entwickelten „Rhythmischen Gymnastik“ in Deutschland Menschen zu begeistern suchte, kam auf Einladung von Schmidt und dessen „rechter Hand“ Wolf Dohrn nach Hellerau, wo er zunächst im Schulsaal der Werkstätten unterrichtete. Der damals junge Architekt Heinrich Tessenow errichtete unterdessen für ihn ein eigenes Gebäude, die „Bildungsanstalt für Rhythmische Gymnastik“, das spätere „Hellerauer Festspielhaus“.
Mit dem Entwurf dieses Ensembles – dem Festspielhaus, dem Vorplatz, der durch die pavillongleichen Pensionshäuser eingefasst wird, der rückwärtigen Freiluftarena und den umlaufenden Licht- und Sonnenhöfen – setzte Tessenow bedingungslos die Vorstellungen von Émile Jaques-Dalcroze und die Bühnenentwürfe seines Bühnenbildners Adolphe Appia um.
In den Folgejahren bis 1914 versammelten sich dort zu den jährlichen Festspielen viele bekannte Vertreter der europäischen Kulturelite, u. a. Emil Nolde, George Bernard Shaw, Franz Kafka, Oskar Kokoschka, Henry van de Velde, Djagilew und Stefan Zweig sowie der US-amerikanische sozialkritische Schriftsteller Upton Sinclair.

## Entwicklung in der Zwischenkriegszeit
Der Tod Wolf Dohrns und der Ausbruch des Ersten Weltkrieges beendete die Sturm-und-Drang-Zeit Helleraus.
Mit einzelnen reformpädagogischen Konzepten und kulturellen Projekten konnte Hellerau in den Folgejahren unter der Leitung von Wolf Dohrns Bruder Harald kurzfristig noch an die anfänglichen Glanzzeiten anknüpfen. So nahm zum Beispiel im Festspielhaus eine reformpädagogisch orientierte Schule ihre Arbeit auf. Deren internationaler Zweig wurde im Dezember 1921 von Alexander Neill gegründet (gilt auch als Gründungsdatum der international renommierten Summerhill-Schule). Hier unterrichtete 1924 für einige Monate auch Hermann Harless, bevor er zum 1. September 1924 die Leitung des Nordsee-Pädagogiums übernahm.
1939 wurde die Bildungsanstalt für Rhythmische Gymnastik von den Nationalsozialisten in einen Kasernenhof umgebaut, in dem die Polizeischule Hellerau, ab August 1943 Polizei-Waffenschule Hellerau I, untergebracht war.

## Hellerau seit 1945

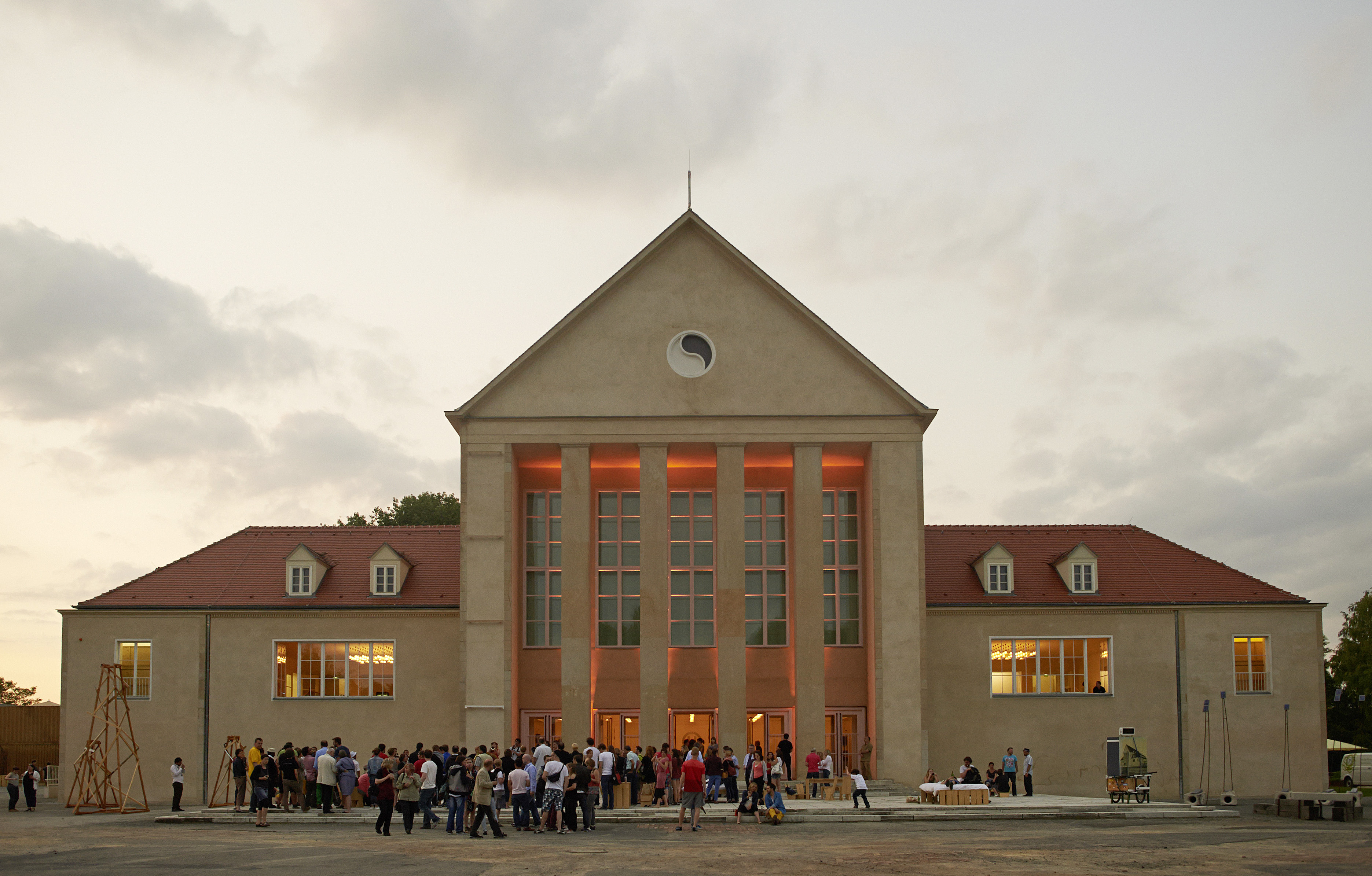
Festspielhaus Hellerau

Nach 1945 wurde das Festspielhaus Hellerau von der Sowjetarmee erst als Lazarett und später als Kaserne und Sporthalle genutzt. 1979 wurde das Gebäude in die Zentrale Denkmalliste der DDR eingetragen. 1992 wurde es zunächst an das Bundesvermögensamt zurückgegeben und im selben Jahr an Sachsen. Seit 1993 steht ganz Hellerau nach Sächsischem Denkmalschutzgesetz als Sachgesamtheit mit Einzeldenkmalen unter Denkmalschutz.
Das durch die Nutzung der sowjetischen Armee stark heruntergekommene Festspielhaus wurde ab 1993 saniert und für kulturelle Aufführungen genutzt. In das westliche Seitengebäude des Festspielhauses zog 2003 das Dresdner Zentrum für zeitgenössische Musik ein, das 2004 in Europäisches Zentrum der Künste Hellerau umbenannt wurde.
Die Deutschen Werkstätten Hellerau knüpften in benachbarten neuen Werkhallen an ihre alte handwerkliche Tradition an und sind international erfolgreich im hochwertigen Innenausbau tätig.
Die historischen Räumlichkeiten der Werkstätten, das sogenannte GebäudeEnsemble Deutsche Werkstätten Hellerau, sind heute Standort für Ingenieur- und Dienstleistungsunternehmen.

Die Interessengruppe Hellerau wurde unter dem Dach des Kulturbundes der DDR gegründet, um das Architekturdenkmal zu schützen. 1990 wurde das Bürgerkomitee Hellerau gegründet, aus dem der Verein Bürgerschaft Hellerau hervorging, der in der von Riemerschmid gestalteten, restaurierten, ehemaligen Waldschänke Hellerau seinen Sitz hat und sich um die Aufnahme von Hellerau in die UNESCO-Welterbe-Liste bemüht.

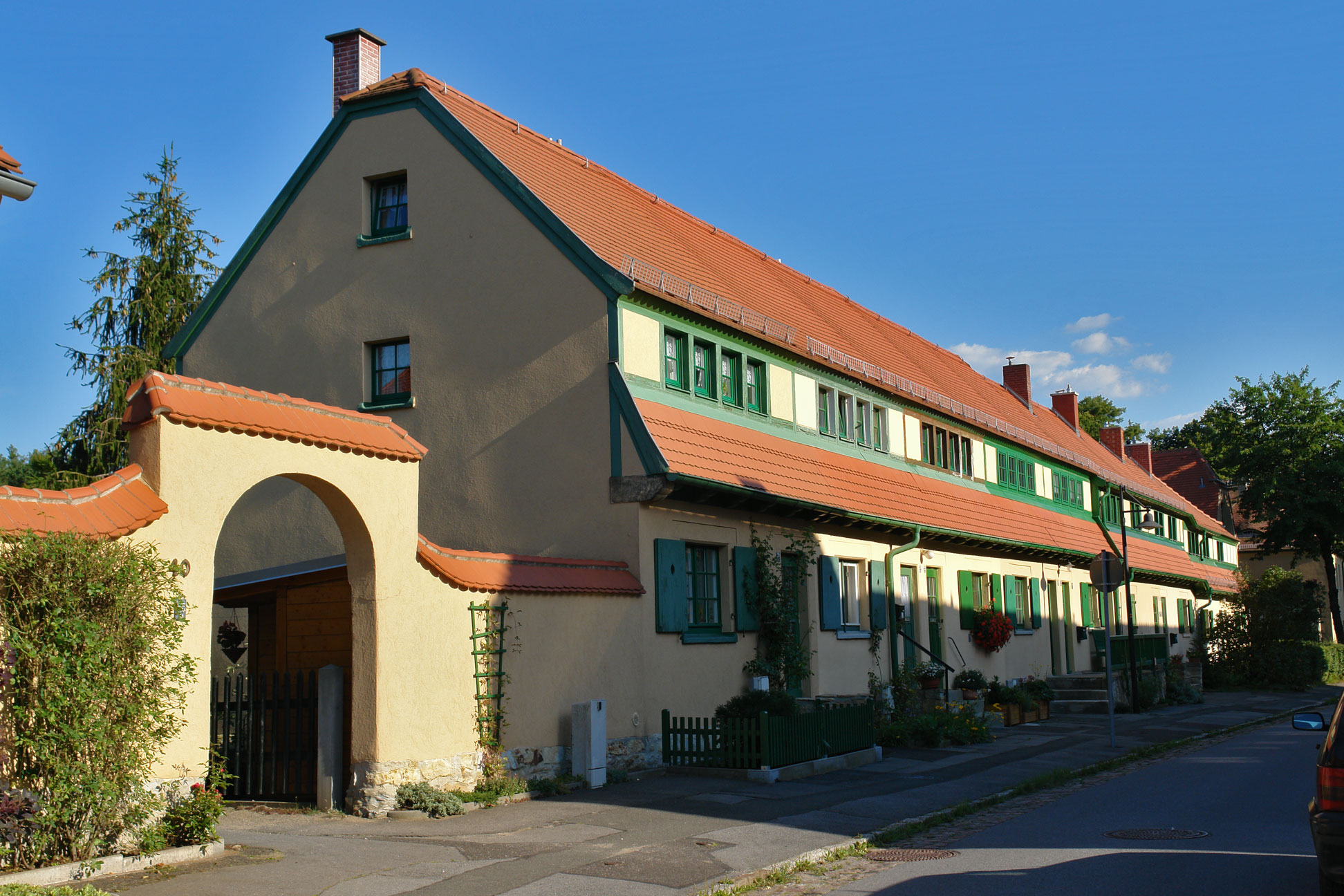
Typisches Haus der Gartenstadt

## Erweiterung der Gartenstadt Hellerau
Die Am Pfarrlehn/Kirchsteig/Am Schulfeld/Meisensteig befindlichen Gebäude sind Teil einer Siedlungserweiterung der Gartenstadt Hellerau bei Dresden. Der Gebäudekomplex verbindet die Gestaltungsansätze Helleraus aus der Wende zum 20. Jahrhundert mit den modernen Ansprüchen zeitgenössischen Wohnens. Diese Verbindung sei dabei „hervorragend gelungen“.
Wolfram Baltin hatte den ersten Preis bei dem im 1993 von der Stadt Dresden ausgeschriebenen offenen Ideen- und Realisierungswettbewerb erhalten und entwarf gemeinsam mit Höhne+Langenbrunner, Grünewald+Heyl die Erweiterungssiedlung für Hellerau.
Die Architekten entwickelten drei unterschiedliche Haustypen. So gibt es zum einen den Zeilenbau sowie zwei- oder dreigeschossige Häuser. Geschwungene Hausfronten, ein hervorgehobenes Treppenhaus, aufgeweitete Wege, durchquerbare Gärten, bunte und lebensfrohe Farben sind Kennzeichen der Siedlung. Gleichzeitig vermittelt der Komplex Intimität und eine „puritanische Gesamthaltung“.

## Architekten des Stadtteils
- Richard Riemerschmid (1868–1957)
- Hermann Muthesius (1861–1927)
- Heinrich Tessenow (1876–1950)
- Kurt Frick (1884–1963)
- Gustav Lüdecke (1890–1976)
- Carl Sattler (1877–1966)
- Franz Schuster (1892–1972)
- Ernst Kühn (1859–1943)
- Mackay Hugh Baillie Scott (1865–1945)
- Theodor Fischer (1862–1938)

## Persönlichkeiten
- Rudolf Gärtner (1875–1952), Mundartschriftsteller, wirkte u. a. in Hellerau[10]
- Karl Schmidt-Hellerau (1873–1948), Gründer der Gartenstadt Hellerau
- Richard Riemerschmid (1868–1957), Architekt
- John Ulrich Schroeder (1876–1947), sächsischer Generalstaatsanwalt
- Wolf Dohrn (1878–1914), Generalsekretär der Deutschen Werkstätten
- Émile Jaques-Dalcroze (1865–1950), Musikpädagoge
- Nina Gorter (1866–1922), Musikpädagogin
- Harald Dohrn (1885–1945), Bruder von Wolf Dohrn, Bewahrer des Schulgedankens
- Valeria Kratina (1892–1983), Tänzerin, Choreographin und Ballettmeisterin
- George Bernard Shaw (1856–1950), Schriftsteller
- Iwar von Lücken (1874–1940), deutscher Aristokrat, Lyriker und Bohème.
- Georg Mendelssohn (1886–1955), Kunsthandwerker und Goldschmied
- Jakob Hegner (1882–1962), Verleger
- Bruno Tanzmann (1878–1939), Verleger
- Peter de Mendelssohn (1908–1982), Historiker
- Paul Adler (1878–1946), Schriftsteller
- Kurt Gerlach (1889–1976), Schriftsteller und Reformpädagoge
- Klaus Dohrn (1909–1979), Publizist
- Tine Schulze-Gerlach (1920–2011), Schriftstellerin und Dichterin
- Hubert Gerlach (1927–2015), Schriftsteller
- Karl Peschel (1934–2019), Prähistoriker
- Michael Faßhauer (* 1935), Reformlehrer, Ortschronist
- Durs Grünbein (* 1962), Schriftsteller
- Thomas Nitschke (* 1967), Historiker und Reformpädagoge

### Sachbuch
- Wolf Dohrn: Die Gartenstadt Hellerau und weitere Schriften. Hellerau-Verlag, Dresden 1992, ISBN 3-910184-08-1.
- Hans-Jürgen Sarfert: Hellerau. Die Gartenstadt und Künstlerkolonie. Hellerau-Verlag, Dresden 1995, ISBN 3-910184-05-7.
- Michael Fasshauer: Das Phänomen Hellerau. Die Geschichte der Gartenstadt. Hellerau-Verlag, Dresden 1997, ISBN 3-910184-25-1.
- Ingeborg Flagge: Dresden, Stadtführer zeitgenössischer Architektur. Das Beispiel, Darmstadt 2004, ISBN 3-935243-48-0.
- Hans-Peter Lühr (Red.): Gartenstadt Hellerau – Der Alltag einer Utopie. Dresdner Hefte, 15. Jg., Heft 51, 3., veränderte Aufl. Dresden 2007.
- Ralph Lindner, Hans-Peter Lühr (Hrsg.): Gartenstadt Hellerau. Die Geschichte ihrer Bauten. Sandstein Verlag, Dresden 2008. 223 Seiten, ISBN 3-940319-30-9.
- Thomas Nitschke: Die Gartenstadt Hellerau als pädagogische Provinz. Hellerau-Verlag. Dresden 2003, ISBN 3-910184-43-X.
- Thomas Nitschke: Die Gartenstadt Hellerau im Spannungsverhältnis zwischen weltoffener Reformsiedlung und nationalistisch gesinnter völkischer Gemeinde. Dissertationsschrift. Martin-Luther-Universität Halle/Wittenberg 2007.
- Thomas Nitschke: Die Geschichte der Gartenstadt Hellerau. Hellerau-Verlag. Dresden 2009, ISBN 978-3-938122-17-4.
- Thomas Nitschke: Die Gartenstadt Hellerau. Eine Pädagogische Provinz und ihre Gegner. Thelemverlag. Dresden 2021, ISBN 978-3-95908-507-6
- Deutscher Werkbund Sachsen e. V.: Hellerau. Die Idee vom Gesamtkunstwerk. Miriquidi Media, Leipzig 2009, ISBN 978-3-9809271-0-9.
- Förderverein Weltkulturerbe Hellerau e. V. (Hrsg.): Hellerau. Ort der Moderne. Kontinuitäten und kontroverse Wechselwirkungen. Sandstein, Dresden 2022, ISBN 978-3-95498-662-0.

### Belletristik
- Joseph August Lux: Auf deutscher Straße. Grethlein-Verlag. Leipzig 1919.
- Kurt Gerlach: Der Knabe im Walde. Hellenhaus-Verlag. Hellerau 1930.
- Peter de Mendelssohn: Hellerau. Mein unverlierbares Europa. Hellerau-Verlag, Dresden 1993, ISBN 3-910184-16-2.
- Roland R. Wauer: Heilig Hellerau. Saxonia-Verlag. Dresden 2001, ISBN 3-9806374-7-6.
- Hubert Gerlach: Niemandes Bruder. Scheune-Verlag. Dresden 2001, ISBN 3-931684-75-X.
- Ehrhardt Heinold, Günther Großer (Hrsg.): Hellerau leuchtete. Zeitzeugenberichte und Erinnerungen. Verlag der Kunst Dresden, Husum 2007, ISBN 978-3-86530-077-5.
- Norbert Weiß, Jens Wonneberger: Am Grünen Zipfel und Auf dem Sand. Hellerau: literarisch. Neisse Verlag, Dresden 2013, ISBN 978-3-86276-085-5.
- Thomas Nitschke: Als über Hellerau der Sowjetstern strahlte. Notschriften-Verlag, Radebeul 2014, ISBN 978-3-940200-98-3.
- Durs Grünbein: Die Jahre im Zoo. Ein Kaleidoskop. Suhrkamp Verlag, Berlin 2015, ISBN 978-3-518-42491-9.